# Tachymenis tarmensis
Tachymenis tarmensis är en ormart som beskrevs av Walker 1945. Tachymenis tarmensis ingår i släktet Tachymenis och familjen snokar. Inga underarter finns listade i Catalogue of Life.
Arten förekommer i Peru i regionen Junin. Honor lägger inga ägg utan föder levande ungar.